# Jenny Armstrong
Jenny Armstrong, née le 3 mars 1970 à Dunedin en Nouvelle-Zélande, est une skipper australienne d'origine néo-zélandaise.

## Carrière
Jenny Armstrong participe aux Jeux olympiques d'été de 2000 à Sydney et remporte la médaille d'or dans la catégorie du 470.